# Trägerschlacht
Eine Trägerschlacht ist eine Seeschlacht, an der zwei oder mehrere gegnerische Flugzeugträger zusammen mit ihren Begleitverbänden beteiligt sind, die sich mit ihren Luftstreitkräften gegenseitig meist über große Distanz bekämpfen.

## Wesentliche Merkmale
Im Prinzip ist eine Trägerschlacht ein über der offenen See ausgetragener Luftkampf, bei dem nicht in erster Linie die Ausschaltung der gegnerischen See-, sondern die der Luftstreitkräfte angestrebt wird: Der Verlust der eigenen Luftmacht zwingt einen Flottenverband zum Rückzug, um ihn nicht der Gefahr der Zerstörung durch die dann unbeschränkt operierende gegnerische Luftmacht auszusetzen. Aufgrund der weiten räumlichen Distanz zwischen den Feindverbänden kommt es nur sehr selten zum Sichtkontakt zwischen den Flotten. Ein direktes Eingreifen der Geleitgruppen, die meistens aus Kreuzern und Zerstörern bestehen, ist kaum zu beobachten. Ihre Hauptaufgabe besteht im Schutz der eigenen Träger vor gegnerischen Luftangriffen.

## Geschichte
Bisher wurden nur während des Pazifikkrieges Trägerschlachten ausgetragen. Eine herausragende Stellung nimmt die im Juni 1942 ausgetragene Schlacht um Midway ein, die als Wendepunkt des Krieges im Pazifik anzusehen ist.
Bedeutende Schlachten waren außerdem:
- die Schlacht im Korallenmeer
- die Schlacht bei den Ost-Salomonen
- die Schlacht bei den Santa-Cruz-Inseln
- die Schlacht in der Philippinensee
- die See- und Luftschlacht im Golf von Leyte

Daneben war bislang der Falklandkrieg zwischen Großbritannien und Argentinien im Jahr 1982 der einzige militärische Konflikt zwischen zwei Nationen, die Flugzeugträger unterhielten. Jedoch wurde der argentinische Träger Veinticinco de Mayo nach Ausbruch der Feindseligkeiten am 1. Mai 1982 und der Versenkung des Kreuzers General Belgrano durch das Atom-U-Boot Conqueror am folgenden Tag in den Hafen zurückgezogen; ihre Flugzeuge operierten fortan von Rio Grande auf Feuerland aus.